# Cmentarz prawosławny w Warszawie
Cmentarz prawosławny na Woli – cmentarz znajdujący się przy ul. Wolskiej w dzielnicy Wola w Warszawie. Jest jedyną warszawską nekropolią przeznaczoną dla osób wyznania prawosławnego, od lat 70. XX wieku możliwe są na niej również pochówki katolickie. W osobnej kwaterze znajdują się przeniesione w latach 60. XX stulecia nagrobki staroobrzędowców przeniesione z cmentarza na Kamionku.
Założony w 1834 ukazem carskim na terenach reduty wolskiej. Wybór miejsca na cmentarz prawosławny miał wymiar polityczny – o redutę toczone były walki w czasie szturmu rosyjskiego na Warszawę, ostatniej bitwy powstania listopadowego.
Cmentarz zajmuje teren 13,3 ha. Liczba pochowanych na nim osób, z powodu zniszczenia lub zaginięcia dokumentacji nekropolii, nie jest możliwa do ustalenia. Spośród kilku tysięcy nagrobków kilkaset posiada znaczną wartość artystyczną.

## Historia

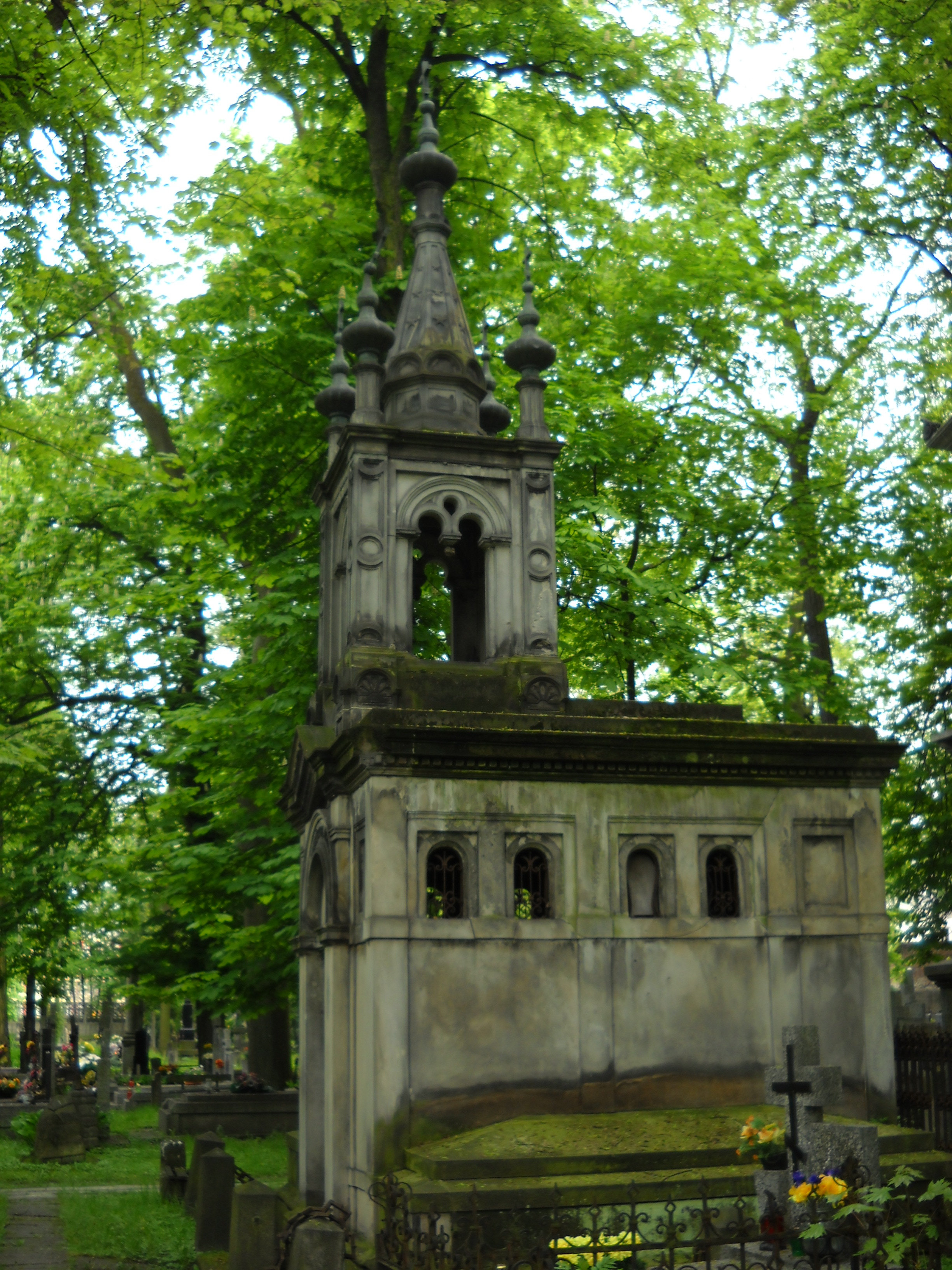
Jeden z rosyjskich grobowców rodzinnych w południowej części cmentarza – mauzoleum Istominów

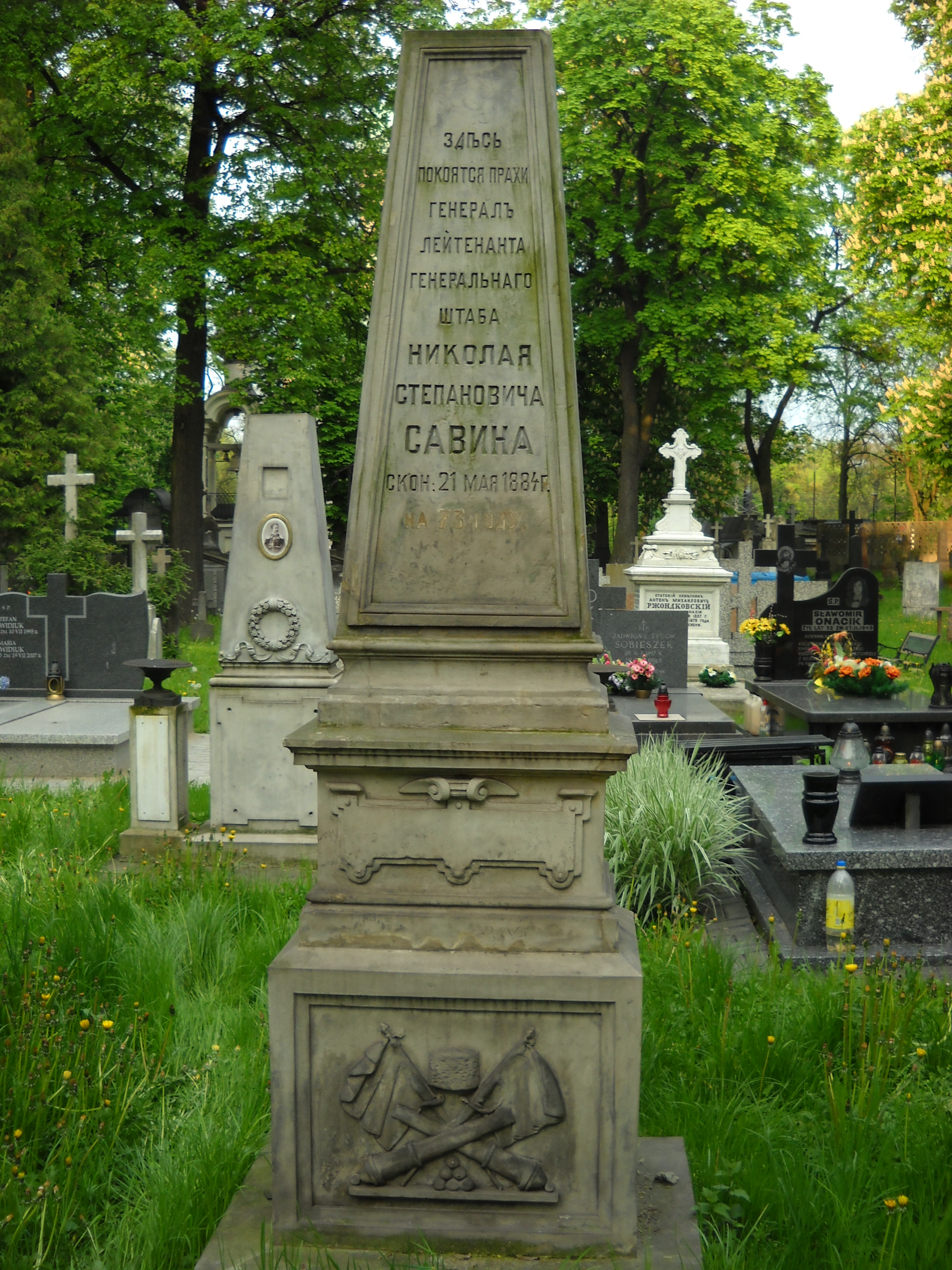
Grób rosyjskiego gen. lejtnanta Sawina z widoczną symboliką wojskową

### Powstanie cmentarza
Ze względu na niewielką liczbę żyjących w Warszawie wyznawców prawosławia do lat trzydziestych XIX wieku nie posiadali oni odrębnego cmentarza wyznaniowego. Pochówki prawosławnych odbywały się w wyznaczonych kwaterach cmentarza ewangelicko-augsburskiego i ewangelicko-reformowanego (pierwotnie przy ulicy Leszno) lub cmentarza na Powązkach. Problem założenia odrębnego cmentarza został podjęty dopiero w 1834, kiedy nasilenie działań rusyfikacyjnych po upadku powstania listopadowego przyczyniło się do poważnego wzrostu liczby żyjących w mieście wyznawców Rosyjskiego Kościoła Prawosławnego. W wymienionym roku na mocy carskiego ukazu została skasowana rzymskokatolicka parafia św. Wawrzyńca w Warszawie, zaś jej świątynia zaadaptowana na cerkiew Włodzimierskiej Ikony Matki Bożej. Wokół cerkwi miał powstać cmentarz prawosławny, który objął również teren reduty nr 56 i grunt wykupiony od rodziny Poraj-Biernackich. Wybór miejsca miał wyraźny przekaz polityczny, gdyż na miejscu cmentarza toczone były walki w obronie Warszawy w czasie powstania listopadowego, zaś święto Włodzimierskiej Ikony Matki Bożej przypadało w Rosyjskim Kościele Prawosławnym w dniu zdobycia miasta – 10 listopada. Organizacja nekropolii została sfinansowana z 45 tys. złotych pozostałych ze zbiórki na pomnik księcia Józefa Poniatowskiego w Warszawie, skonfiskowanych przez władze carskie. Koordynatorem prac przy urządzaniu cmentarza był inżynier F. I. Golikow, pod kierunkiem którego splantowano i zadrzewiono wyznaczony teren, wyznaczono aleje oraz wyznaczono kwatery.
Zdaniem Piotra Paszkiewicza i Michała Sandowicza za pierwsze pochówki na cmentarzu należy uznać urządzenie w obrębie reduty wolskiej masowego grobu żołnierzy rosyjskich poległych w czasie szturmu na nią, co nastąpiło natychmiast po zakończeniu walk. Autor ten podkreśla, że Rosjanie celowo pochowali zabitych polskich obrońców już poza obrębem szańca. Jednak pierwsze nagrobki o charakterze niezwiązanym z powstaniem zaczęły się pojawiać w r. 1836 (23 czerwca tego roku na cmentarzu pochowany został Nikita Pankratiew, generał-gubernator Warszawy), jego poświęcenie odbyło się dopiero w 1839, natomiast dopiero w 1841 zorganizowano oficjalne, uroczyste otwarcie, połączone z paradą wojskową i poświęceniem cerkwi Włodzimierskiej Ikony Matki Bożej. W tym samym roku opiekunem nekropolii został ks. Andrzej Kuszewicz. Ze względu na znaczne oddalenie cmentarza od rogatek miejskich, część rodzin prawosławnych nadal preferowała chowanie swoich zmarłych na cmentarzu ewangelickim, czego w 1842 zabronił dekret władz carskich. Również konsystorz Kościoła ewangelickiego odnosił się niechętnie do pochówków prawosławnych w obrębie swojej nekropolii. W tym samym roku naprzeciw bramy wjazdowej na cmentarz został wzniesiony dom mieszkalny dla pracowników cmentarza oraz jego opiekuna-duchownego.
Cmentarz prawosławny na Woli został podzielony na cztery oddziały (kwatery), w których planowano chować zmarłych w zależności od ich pozycji społecznej. W południowo-zachodnim, położonym najbliżej cerkwi Włodzimierskiej Ikony Matki Bożej, wyznaczono miejsce na nagrobki duchownych, oficerów, wyższych urzędników oraz odznaczonych Orderem św. Jerzego. Pozostałe oddziały przeznaczone były odpowiednio dla kupców, niższych oficerów i urzędników, mieszczan i żołnierzy, wreszcie dla najuboższych. Najmniej prestiżową częścią cmentarza była część północna, najbardziej oddalona od cerkwi.

### Rozwój terytorialny nekropolii
Już ok. 1850 wyznaczony początkowo teren cmentarza okazał się niewystarczający. W październiku 1855 Rada Administracyjna Królestwa Polskiego postanowiła w związku z tym wywłaszczyć przyległe do niego tereny, poszerzając tym samym obszar metropolii do 18 ha. Całość otaczał wał oraz rów. Nowo dodana część cmentarza utworzyła jego piątą kwaterę. Początkowo starsza i nowsza część nekropolii była rozdzielona rowem z wyznaczonym wąskim przejściem, jednak już przed końcem XIX wieku obydwa obszary zostały całkowicie połączone. Cmentarz prawosławny w nowych granicach został w pełni urządzony przed 1862 – w tym roku pojawia się, razem z wałem, na planie Warszawy. Rok później liczba pochowanych na nim osób wynosiła 16 352.
W II połowie XIX wieku cmentarz był doskonale utrzymany. Przewodnik po Warszawie wydany w 1873 opisywał go w następujący sposób:

ma pozór bardzo pięknego ogrodu, w którym szerokie ulice, równe aleje, wśród klombów pełnych kwiatów, wznoszące się wspaniałe pomniki i czystość wzorowa czynią to miejsce nade powabnem

Stanowiło to znaczną zmianę w stosunku do opisów z pierwszych lat po otwarciu cmentarza, które podkreślały, iż prezentował się on znacznie gorzej niż warszawskie nekropolie katolickie.
W 1903 prawosławny arcybiskup warszawski Hieronim zakupił działkę przylegającą do cmentarza od wschodu w celu wzniesienia na niej drugiej świątyni cmentarnej, pomocniczej względem parafialnej cerkwi Włodzimierskiej Ikony Matki Bożej. Budynek miał upamiętniać zmarłego syna arcybiskupa. W 1905 sam fundator poświęcił cerkiew św. Jana Klimaka, wzniesioną w stylu rusko-bizantyjskim według projektu Władimira Pokrowskiego. Arcybiskup Hieronim chciał, aby kwatera przylegająca do cerkwi od wschodu została przeznaczona na pochówki osób z jego rodziny. Administracja cmentarza nie spełniła jednak jego woli; obecnie w kwaterze tej spoczywają głównie duchowni prawosławni, w tym metropolici warszawscy i całej Polski. Po zakupie wymienionej działki powierzchnia cmentarza osiągnęła 19 ha.

### W II Rzeczypospolitej

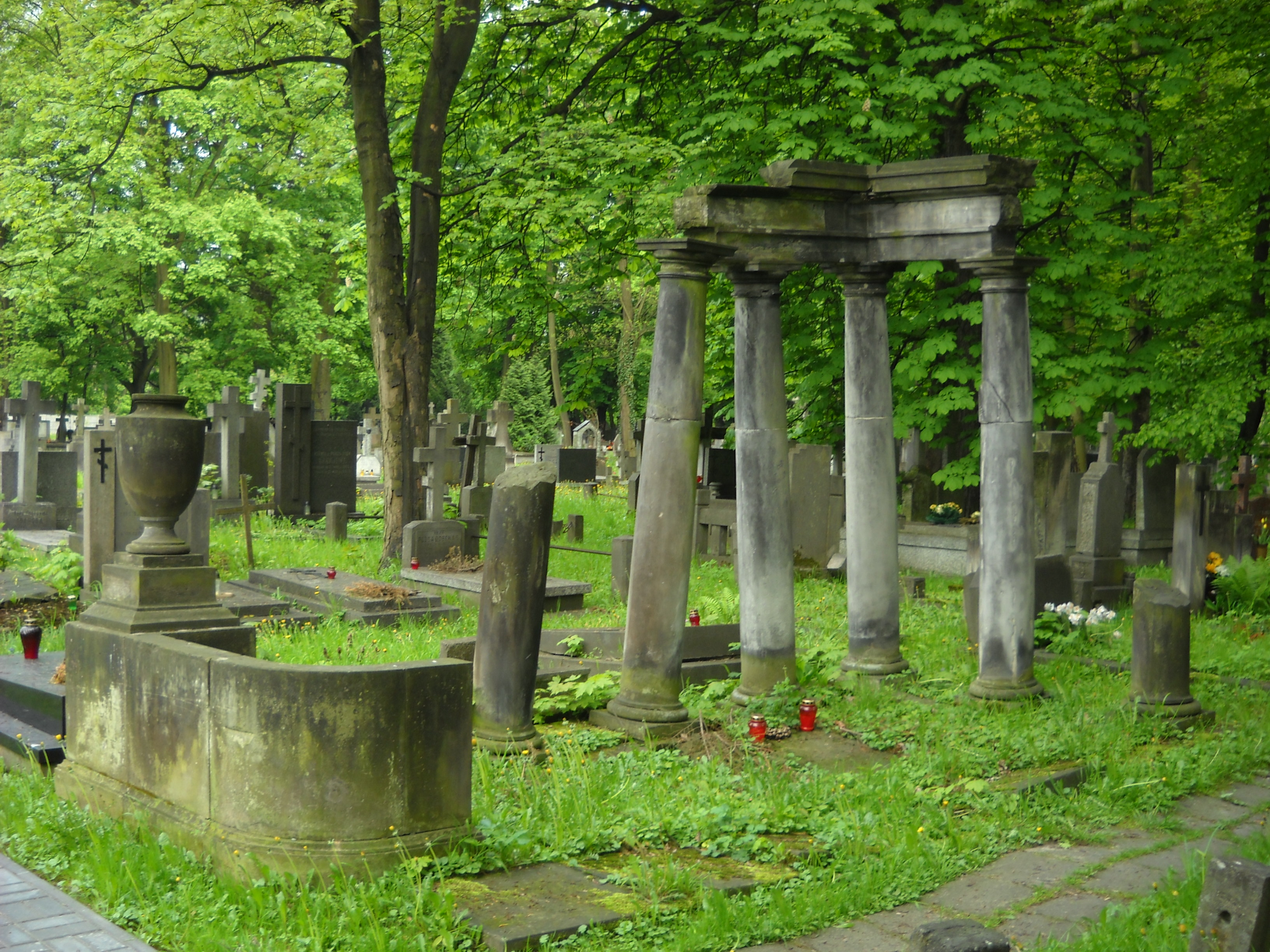
Część północna cmentarza

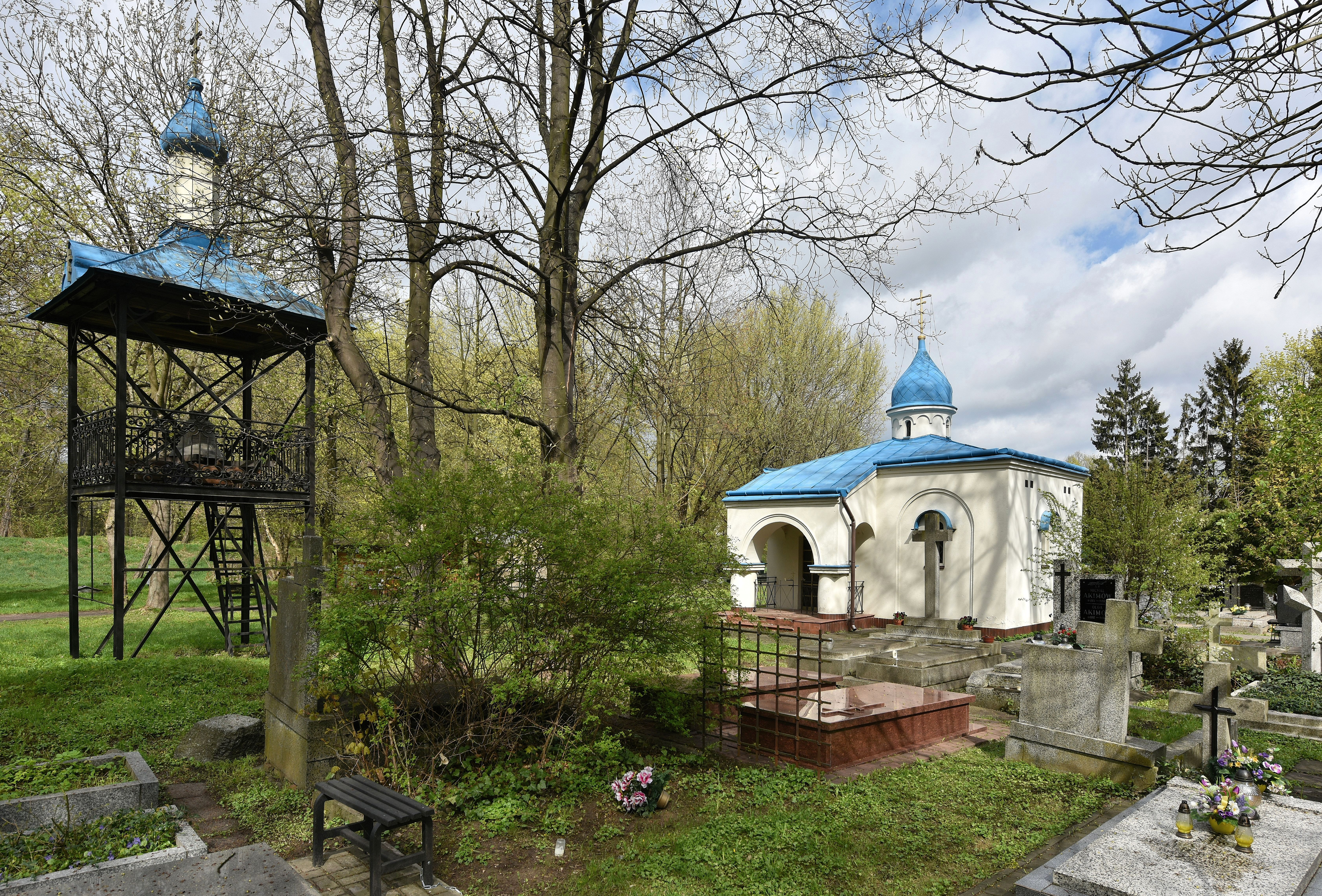
Kaplica Mieszczerskich (wzniesiona w latach 30. XX wieku) oraz dzwonnica cmentarna

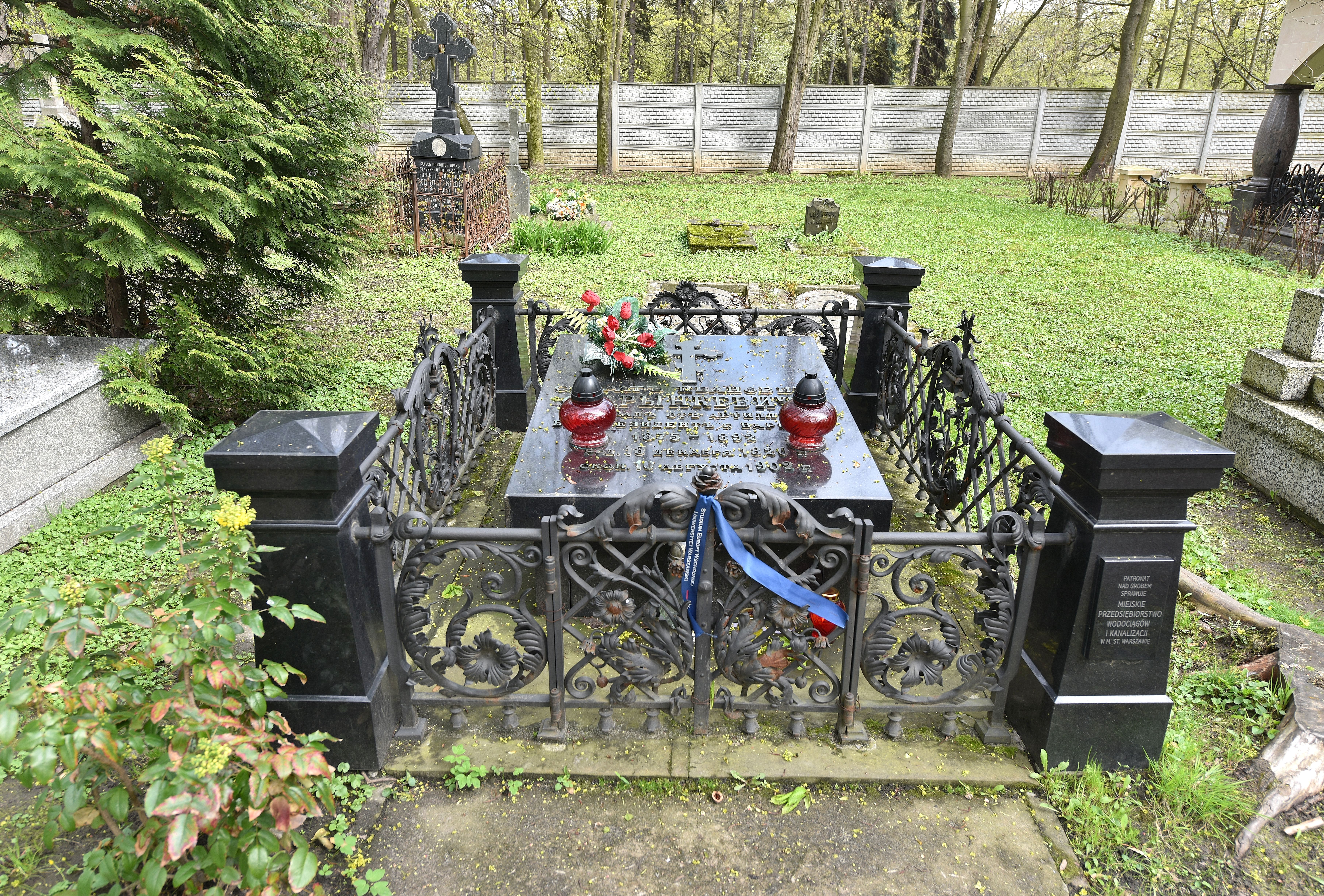
Grób Sokratesa Starynkiewicza

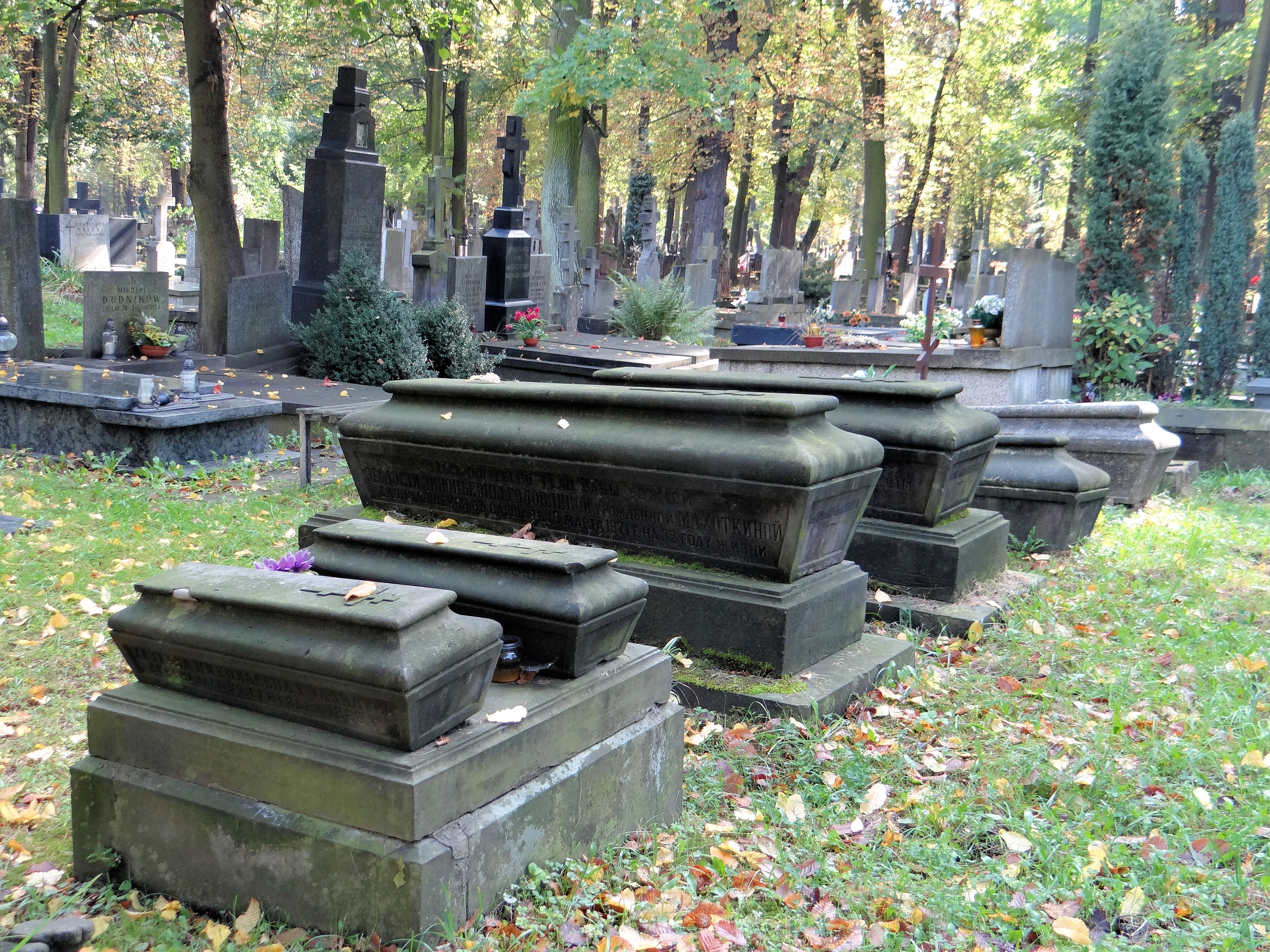
Nagrobki staroobrzędowców

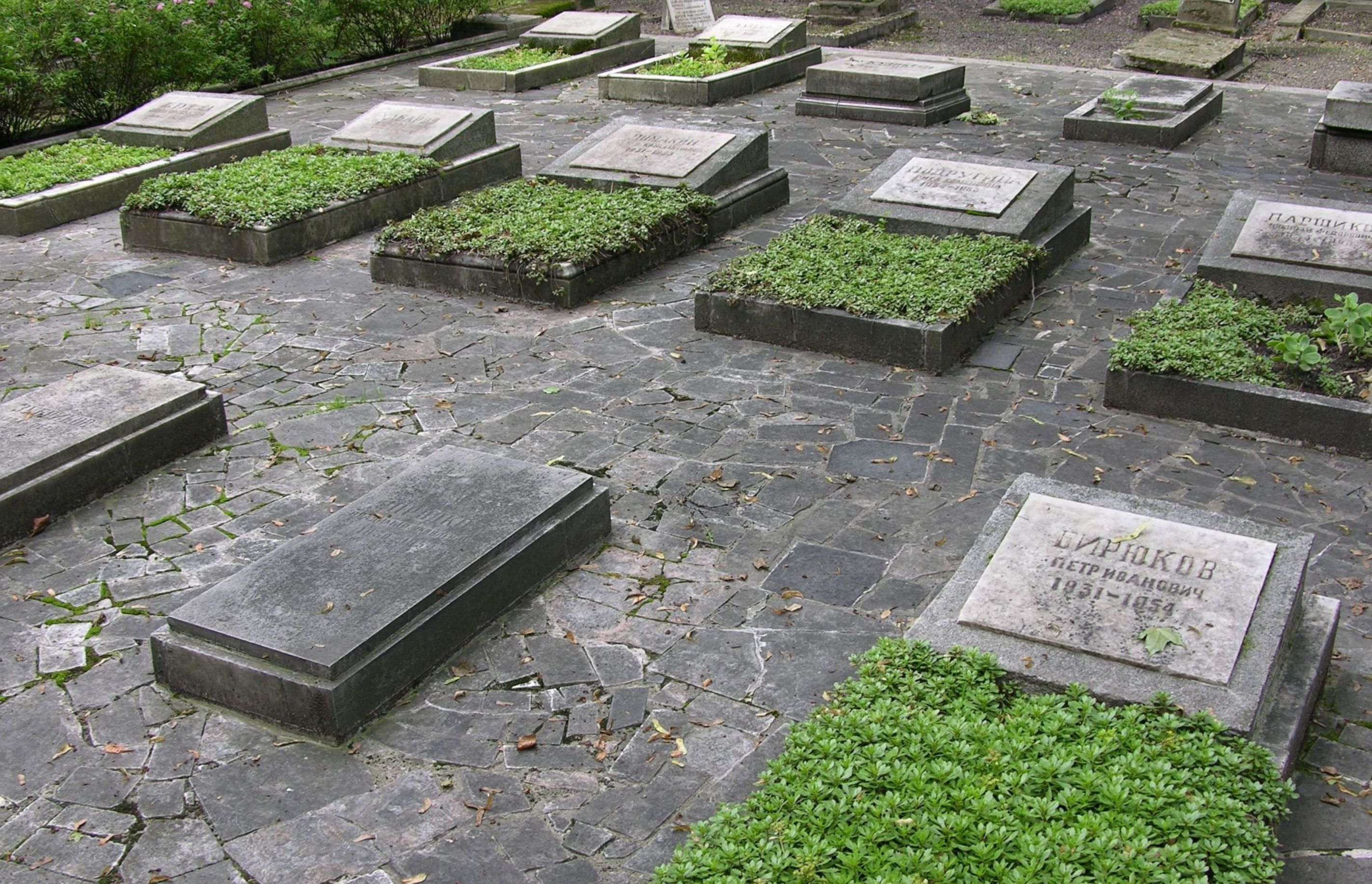
Groby budowniczych Pałacu Kultury i Nauki

W 1915 całe duchowieństwo prawosławne Warszawy, na czele z arcybiskupem Mikołajem, udało się na bieżeństwo, zabierając ze sobą dokumenty kancelarii cmentarnej. Zaginęły one w Rosji i nigdy nie zostały odzyskane. Do 1919 cmentarz pozbawiony był wszelkiej opieki i ulegał dewastacji. Przybyły w wymienionym roku ks. Jan Kowalenko, który zaczął odprawiać nabożeństwa w cerkwi św. Jana Klimaka, opisywał stan nekropolii jako niepokojący. O zniszczeniu wielu nagrobków pisano również w warszawskiej prasie. W 1921 Robotnik opisywał je w następujący sposób:

Większość sklepionych grobów ma albo wyłamane zamki u drzwiczek, lub też płyty marmurowe są rozbite i poniewierają się u grobów (...) Trumny metalowe siłą pootwierane leżą przewrócone, często do góry spodem, nagie szkielety, obdarte ręką świętokradzką, wołają o pomstę

Od 1919 kościół św. Wawrzyńca był ponownie własnością parafii rzymskokatolickiej. W związku z tym w 1921 między terenem kościoła a cmentarzem prawosławnym wzniesiono ogrodzenie, zaś w 1932 władze Warszawy zgodziły się na ekshumację 50 spośród grobów położonych w najbliższym sąsiedztwie kościoła. Szczątki i nagrobki zostały następnie przeniesione na cmentarz prawosławny. Ekshumowane groby były w momencie dokonywania pochówków zlokalizowane w najbardziej prestiżowej części cmentarza; ich przeniesienie zaburzyło dotychczasowy układ nagrobków (dziewiętnastowieczne grobowce znalazły się między nagrobkami z XX stulecia, reprezentującymi zupełnie inny styl architektoniczny). Wśród przeniesionych grobów był nagrobek rosyjskiego generała i p.o. prezydenta Warszawy Sokratesa Starynkiewicza. W tym samym roku z inicjatywy ks. Kowalenki teren cmentarza został otoczony betonowo-żeliwnym płotem, który zaprojektował inż. Anatol Kowalenko. Współfinansowało go Ministerstwo Wyznań Religijnych i Oświecenia Publicznego. Według P. Paszkiewicza i M. Sandowicza inwestycja ta przeciągnęła się na kilkanaście lat i została ukończona dopiero po II wojnie światowej. Te nagrobki, które nie zostały przeniesione z terenu parafii katolickiej, nie przetrwały dwudziestolecia międzywojennego.
W okresie międzywojennym istniał projekt całkowitej likwidacji cmentarza lub też przeniesienia go do innej dzielnicy Warszawy. Było to związane z projektem Towarzystwa Przyjaciół Woli, zakładającym stworzenie na jego terenie Parku Wolności im. gen. Sowińskiego. Towarzystwo to przeciwstawiało się inicjatywom tworzenia w dzielnicy kolejnych cmentarzy, powoływano się także na plany regulacyjne Warszawy z lat 30. XX w., które zakładały założenie we wszystkich obszarach miasta publicznych terenów zielonych. Na łamach warszawskiej prasy w latach 30. pojawiały się zarówno głosy wzywające do całkowitej likwidacji nekropolii, jako symbolu rusyfikacji, jak również apele o jego pozostawienie w dotychczasowym kształcie.

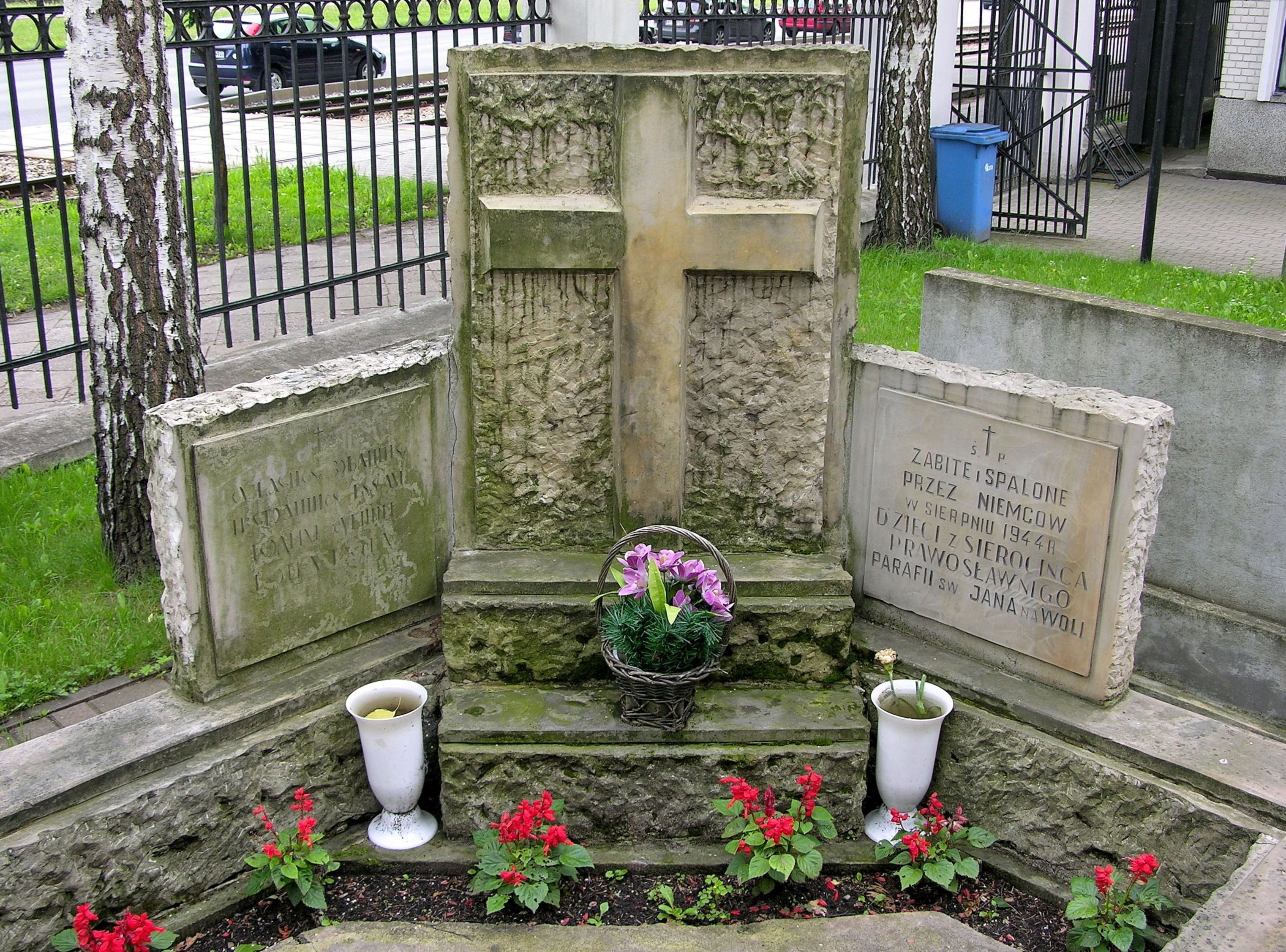
Grób dzieci z sierocińca przy parafii św. Jana Klimaka, zamordowanych przez hitlerowców w czasie rzezi Woli

W czasie bombardowania Warszawy cmentarz prawosławny nie poniósł strat, chociaż znajdował się na nim punkt opatrunkowy. Był natomiast areną masowych egzekucji ludności cywilnej w czasie rzezi Woli. Na cmentarzu miało miejsce rozstrzelanie 60 mieszkańców okolic ulicy Wolskiej oraz mord na ponad setce dzieci zamieszkujących przytułek św. Jana przy prawosławnej parafii św. Jana Klimaka. Zginął również personel przytułku oraz kapłani pracujący w cerkwi razem z rodzinami.

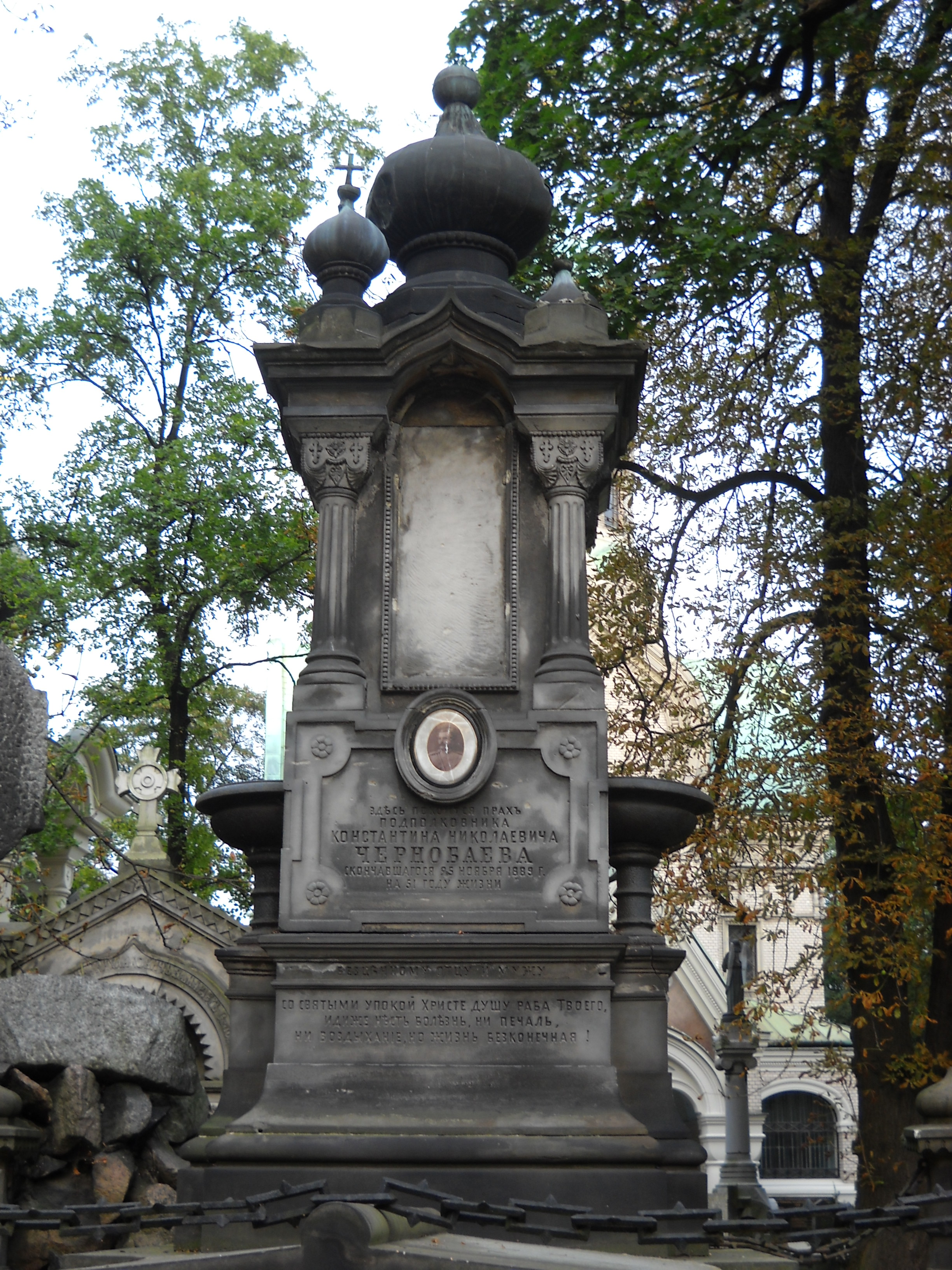
Grób podpułkownika armii rosyjskiej Konstantina Czernobajewa – jeden ze starych nagrobków zachowanych na cmentarzu, typowy przykład rosyjskiej dziewiętnastowiecznej architektury sepulkralnej

### Po II wojnie światowej
W 1945 cmentarz, pozbawiony opieki przez okres wojny, był w znacznym stopniu zdewastowany, liczne nagrobki padły ofiarą aktów wandalizmu lub kradzieży. W celu zdobycia funduszy na remont równie zniszczonej cerkwi św. Jana Klimaka zarząd nekropolii, w porozumieniu z konserwatorem Warszawy, przeznaczył na początku lat 60. XX w. ok. 200 nagrobków na materiał kamieniarski. Po raz kolejny zmieniono również układ alei na cmentarzu, wytyczając nowe drogi boczne, co łączyło się z nową serią przenosin zabytkowych pomników. W 1965 cmentarz został wpisany do rejestru zabytków. W 1971, w czasie przebudowy ulicy Wolskiej, obszar nekropolii został od południa okrojony, a część nagrobków musiała zostać przeniesiona.
W 1973 proboszczem parafii św. Jana Klimaka został ks. Anatol Szydłowski, który zainicjował prace konserwatorskie na cmentarzu i jego generalne uporządkowanie. Wtedy również kaplica grobowa Mieszczerskich, położona w północnej części nekropolii, została zaadaptowana na główną kaplicę cmentarną.
Od 1977 zarząd cmentarza, również ze względów finansowych, dopuścił dokonywanie na nim pochówków katolickich, w najbardziej wysuniętej na północ części cmentarza. Istnieje na nim również kwatera staroobrzędowa. Wcześniej w zachodniej części nekropolii wytyczono kwaterę dla trzynaściorga budowniczych Pałacu Kultury i Nauki, a także czerwonoarmistów i innych obywateli Związku Radzieckiego zmarłych w Warszawie.
W 1988, z okazji tysiąclecia chrztu Rusi, na cmentarzu wzniesiono nową dzwonnicę, zaprojektowaną przez Michała i Wiktora Sandowiczów. Znalazła się ona w sąsiedztwie cerkwi św. Jana Klimaka. Starsza, drewniana konstrukcja tego typu została przeniesiona w okolice kaplicy Mieszczerskich.
W 2005 w czasie silnej wichury spadające gałęzie i padające drzewa zniszczyły kilkadziesiąt nagrobków, które odnowiło następnie Biuro Stołecznego Konserwatora Zabytków.
Z powodu zniszczenia lub zagubienia archiwów cmentarza obejmujących okres jego funkcjonowania w carskiej Rosji oraz w II Rzeczypospolitej nie jest możliwe ustalenie dokładnej liczby pochowanych na nim osób. Wpływ na to ma również zły stan wielu grobów, na których zatarły się personalia zmarłych. Uległ zmianie również charakter drzewostanu porastającego nekropolię. Zdaniem Piotra Mądracha większość obecnie rosnących drzew to samosiejki, których wzrost odbywał się w sposób niekontrolowany. Nie istnieją już klomby, które zdobiły aleje cmentarne w XIX stuleciu.
W 2012 roku łączna powierzchnia cmentarza wynosiła 13,3 ha, zaś na terenie całej nekropolii znajduje się 101 kwater. Dzielą się one na rzędy, w każdym zlokalizowanych jest 40 pomników.
Z uwagi na obecność na cmentarzu nagrobków osób wyznania katolickiego, w dniu 1 listopada odbywają się na nim ekumeniczne nabożeństwa w intencji zmarłych.

## Architektura cmentarza

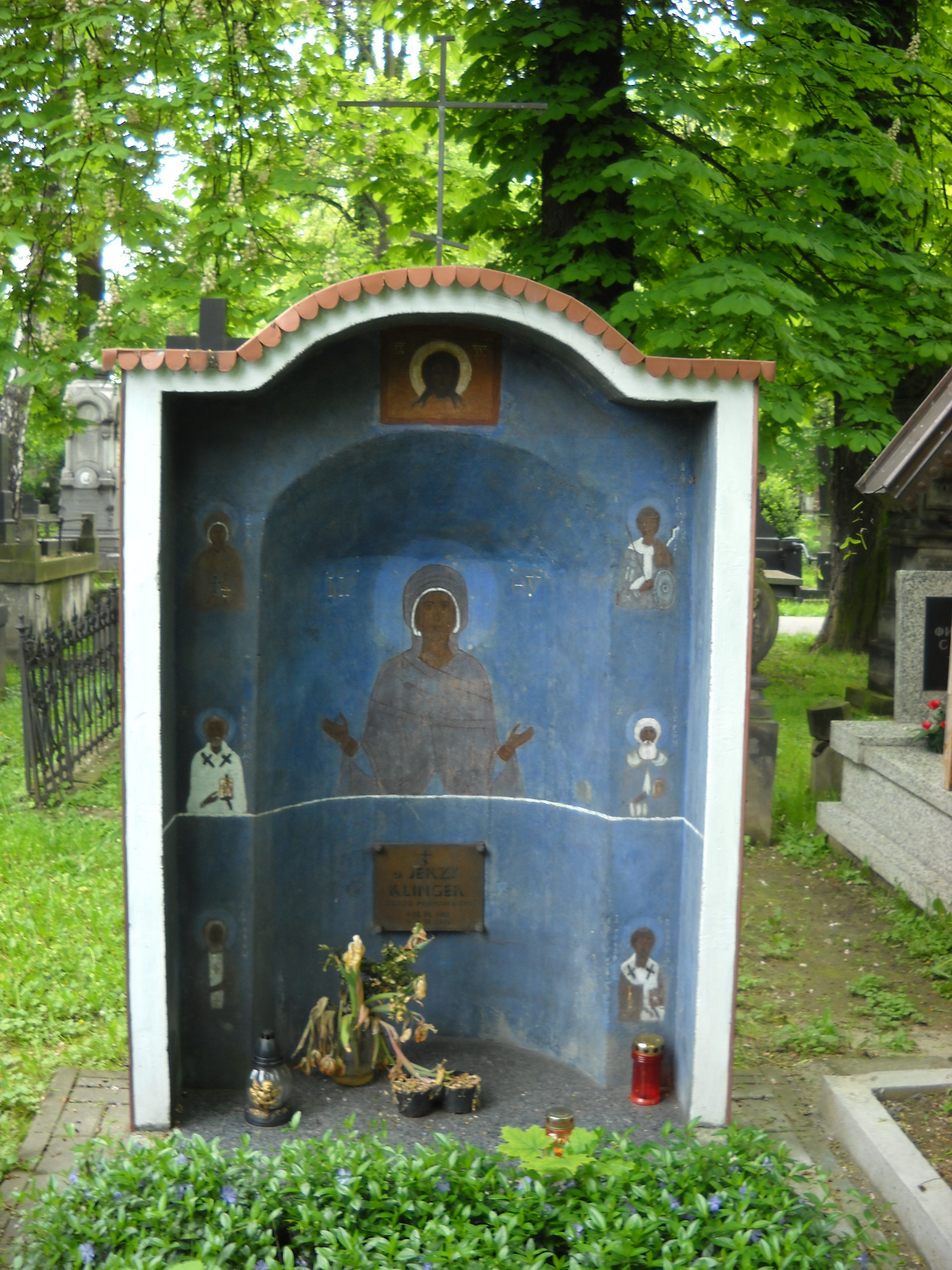
Grób Jerzego Klingera

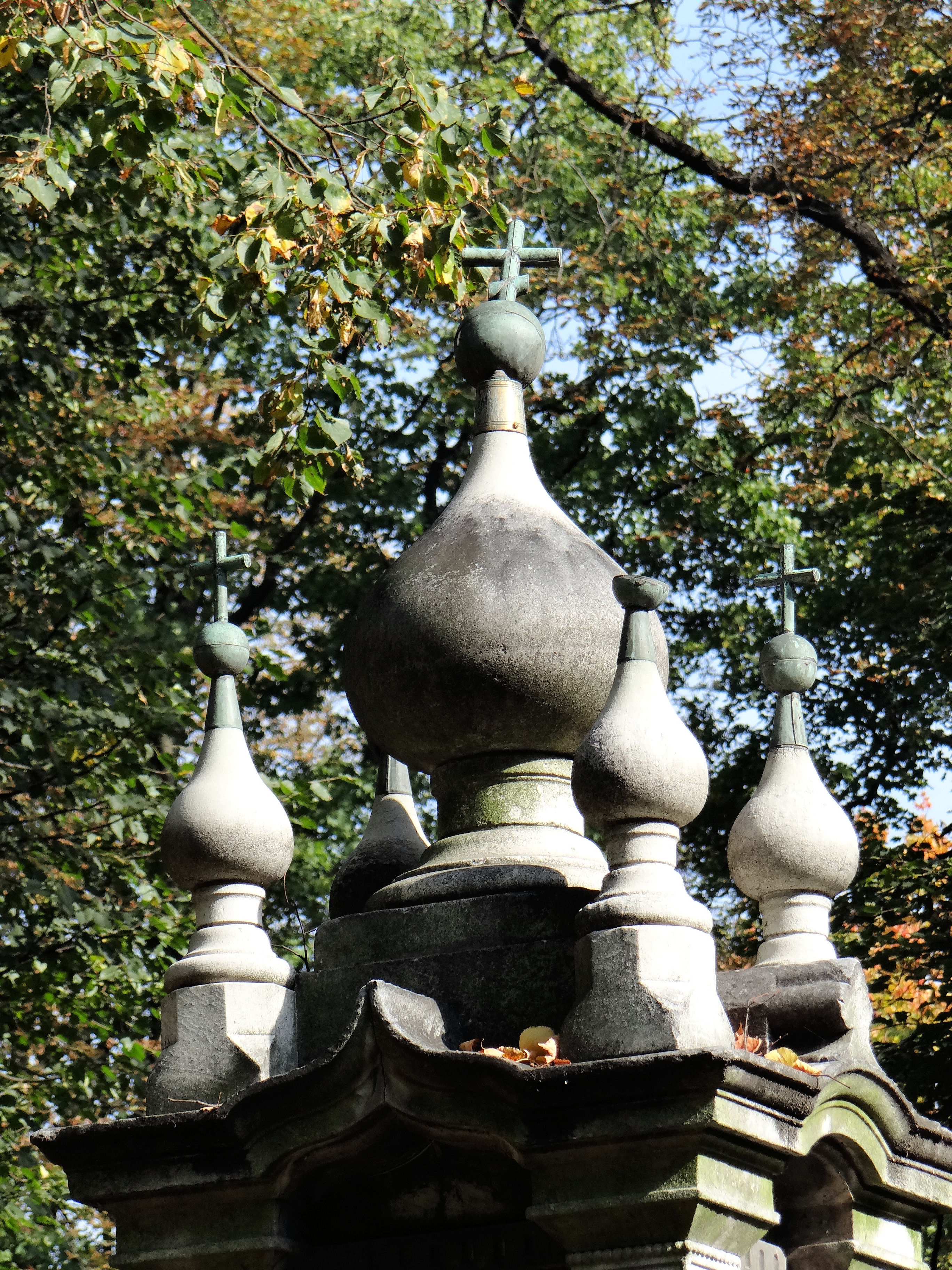
Motyw kopuł cerkiewnych na nagrobku

Cmentarz prawosławny na Woli w pierwszych dziesięcioleciach istnienia był nekropolią o przede wszystkim rosyjskim charakterze. Po I wojnie światowej sytuacja ta uległa zmianie; obecnie na cmentarzu znajdują się groby Rosjan, Polaków, Ukraińców, Tatarów, Romów, pojedyncze nagrobki Rumunów, Greków, Ormian oraz Gruzinów. Groby przedstawicieli ostatnich dwóch grup znajdują się głównie w części północnej, w pobliżu wału oddzielającego najstarszą część cmentarza od nowszej. Do lat 60. XX w. zdecydowana większość grobów opatrzona była inskrypcjami w cyrylicy, rzadziej starszych formach alfabetu cyrylickiego lub głagolicy. Po tym okresie coraz częściej zaczęły pojawiać się groby z napisami pisanymi alfabetem łacińskim. Pierwotny układ cmentarza zatarł się po przeniesieniu 50 nagrobków położonych w pobliżu dawnej cerkwi Włodzimierskiej Ikony Matki Bożej, które zostały przypadkowo rozlokowane w wolnych miejscach między nowszymi grobami.
Od 1985 cmentarz ma kartę w wojewódzkiej ewidencji zabytków, podczas gdy cerkiew św. Jana Klimaka ma kartę od 2003. W rejestrze zabytków ujęty jest jako fortyfikacja pod nazwą „Reduta Wolska nr 56” i z cerkwią oraz kościołem św. Wawrzyńca tworzy zabytek „zespół Reduty Wolskiej”. Wszystkie te obiekty noszą numer 54 datowany na 20 sierpnia 2003 (kościół św. Wawrzyńca ma ponadto numer 611 z 1 lipca 1965). W gminnej ewidencji zabytków Warszawy znajduje się od jej utworzenia w 2012. Nosi numer WOL20189 i jest zaklasyfikowany zarówno jako fortyfikacja, jak i cmentarz, pod nazwą historyczną „Zespół Reduty Wolskiej – szańce ziemne,
fosa, pole Reduty wraz ze starym drzewostanem” i współczesną „Cmentarz Prawosławny”. Osobne pozycje w gminnej ewidencji mają leżące w jego obszarze cerkiew, kościół i jego budynek parafialny.

### Groby
Na cmentarzu prawosławnym na Woli zachowało się kilkaset pomników nagrobnych o znacznej wartości artystycznej. Wśród autorów pomników nagrobnych wymienia się cenionych rzeźbiarzy i architektów z pracowni warszawskich: Stanisława Noakowskiego, Andrzeja Pruszyńskiego, Henryka Żydoka, Bolesława Syrewicza, Borysa von Zinserlinga. Najstarsze, dziewiętnastowieczne pomniki można podzielić na grobowce nawiązujące do rosyjskiej architektury prawosławnej oraz budowle utrzymane w innych stylach architektonicznych. Niektóre groby łączą cechy obydwu tradycji artystycznych. Wśród materiałów wykorzystywanych do budowy grobów wykorzystywane są zarówno kamień, jak i żeliwo.
Wśród nagrobków nawiązujących do tradycji wschodniej częstym motywem zdobniczym są różnych rozmiarów cebulaste kopułki lub nawet miniaturowe kopie cerkwi. Bywają one łączone z elementami zachodnimi, np. floraturą czy ostrymi łukami. Popularnymi motywami na grobach są również klasyczne w tamtych czasach motywy żałobne: kolumny, kamienie oplatane bluszczem, kotwice (symbol nadziei), urny, gorejące serca (symbol głębokiej wiary zmarłego). Z kolei jedynie sporadycznie pojawia się wyobrażenie czaszki i piszczeli oraz anioły. Częściej spotykane są płaskorzeźby sygnalizujące zawód zmarłego lub jednostki wojskowe, w których służył (w przypadku oficerów). Nagrobki nawiązujące do architektury zachodniej utrzymane są najczęściej w stylach neogotyckim, neorenesansowym, neoklasycznym oraz secesyjnym. Te ostatnie często posiadają żeliwne dekoracje, np. rzeźbione ogrodzenia i kraty, kilkakrotnie powtarza się w nich motyw kobiecej postaci na tle kotary. W specyficznym stylu utrzymany jest zespół pomników staroobrzędowców, pierwotnie znajdujących się na cmentarzu na Kamionku w Warszawie. Naśladują one swoją formą kształt trumien.

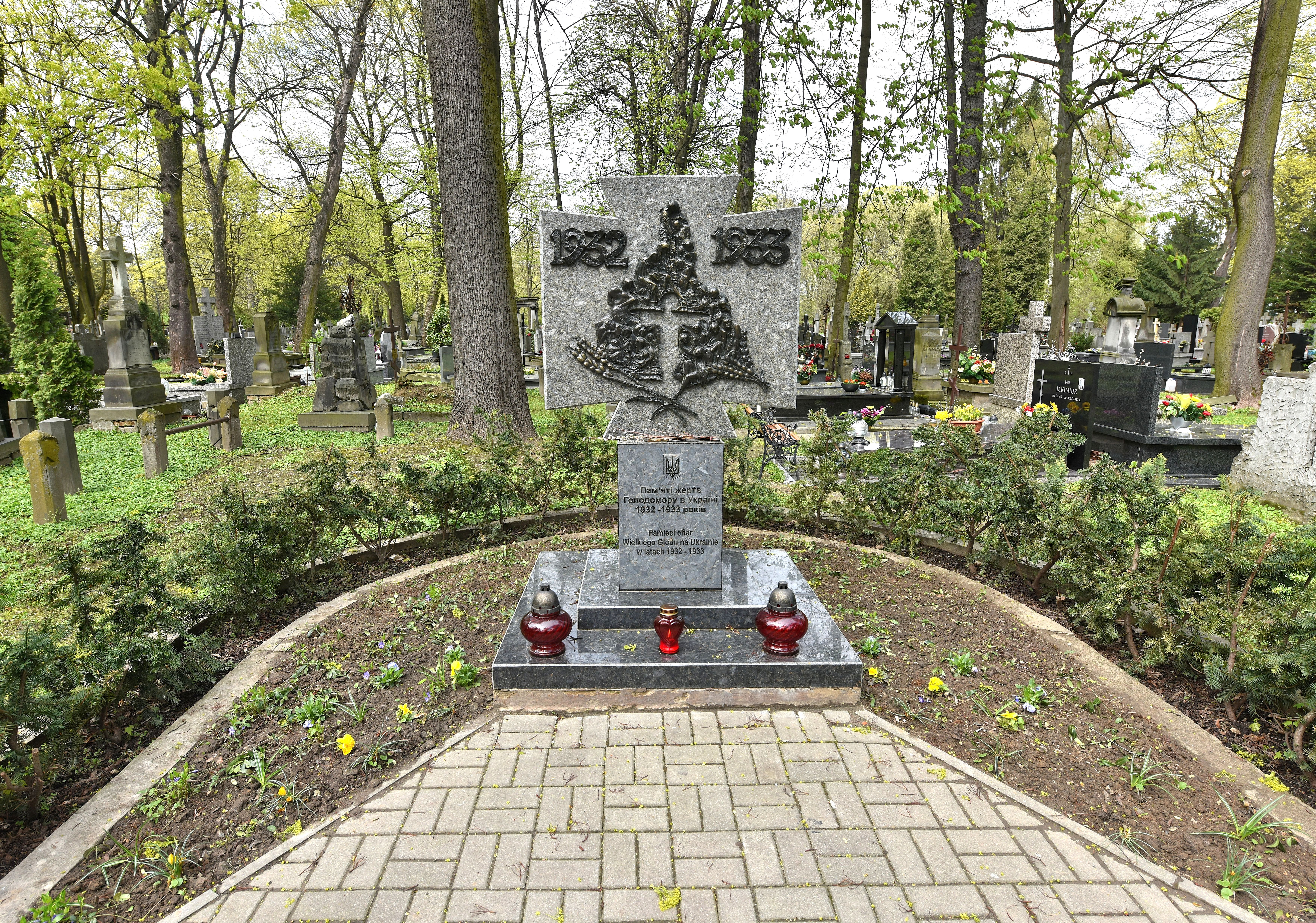
Pomnik ofiar wielkiego głodu na Ukrainie

Nagrobki wznoszone w II połowie XX wieku z reguły nie posiadają indywidualnej wartości artystycznej. Jako wyjątek wymieniany jest nagrobek teologa prawosławnego, ks. Jerzego Klingera, zaprojektowany przez Jerzego Nowosielskiego. Ma on formę malowanej wnęki z wizerunkiem Matki Bożej wzorowanej na ikonie typu „Znak” w otoczeniu świętych.

### Pomniki
Ponadto na cmentarzu prawosławnym na Woli znajdują się dwa pomniki poświęcone żołnierzom Ukraińskiej Republiki Ludowej, zlokalizowane w sąsiedztwie zespołów ich grobów. Obydwa mają formę krzyży z wyrytym złotym tryzubem i napisem pamiątkowym w językach polskim i ukraińskim. W pobliżu bramy wjazdowej na teren cmentarza znajduje się kamień upamiętniający spalenie 500 ciał zamordowanych mieszkańców Woli 5 sierpnia 1944. W centralnej części cmentarza znajduje się odsłonięty w 2009 pomnik ofiar wielkiego głodu na Ukrainie dłuta Giennadija Jerszowa.

## Pochowani na cmentarzu

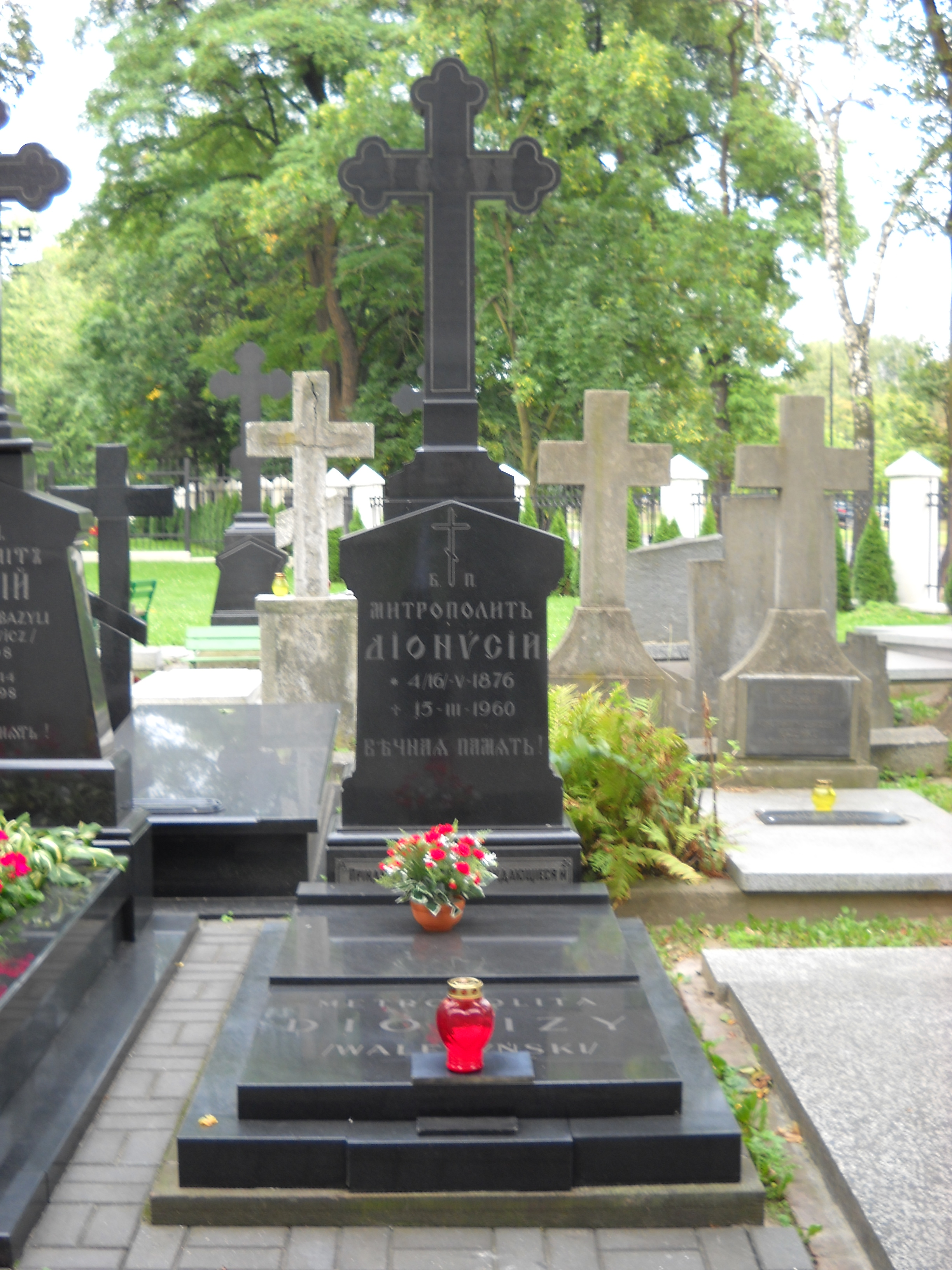
Grób metropolity warszawskiego i całej Polski Dionizego (Waledyńskiego)

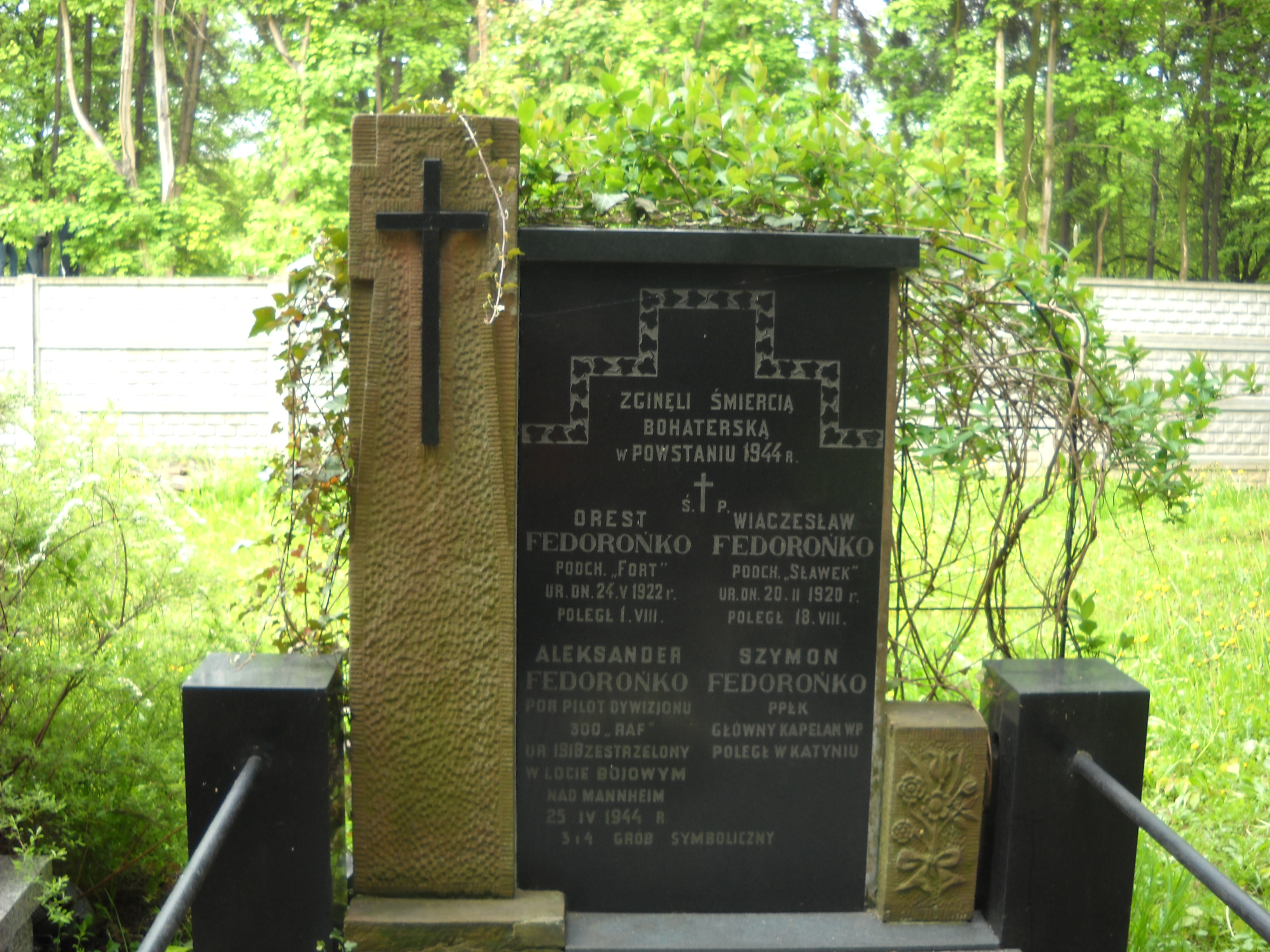
Symboliczny grób rodziny Fedorońko

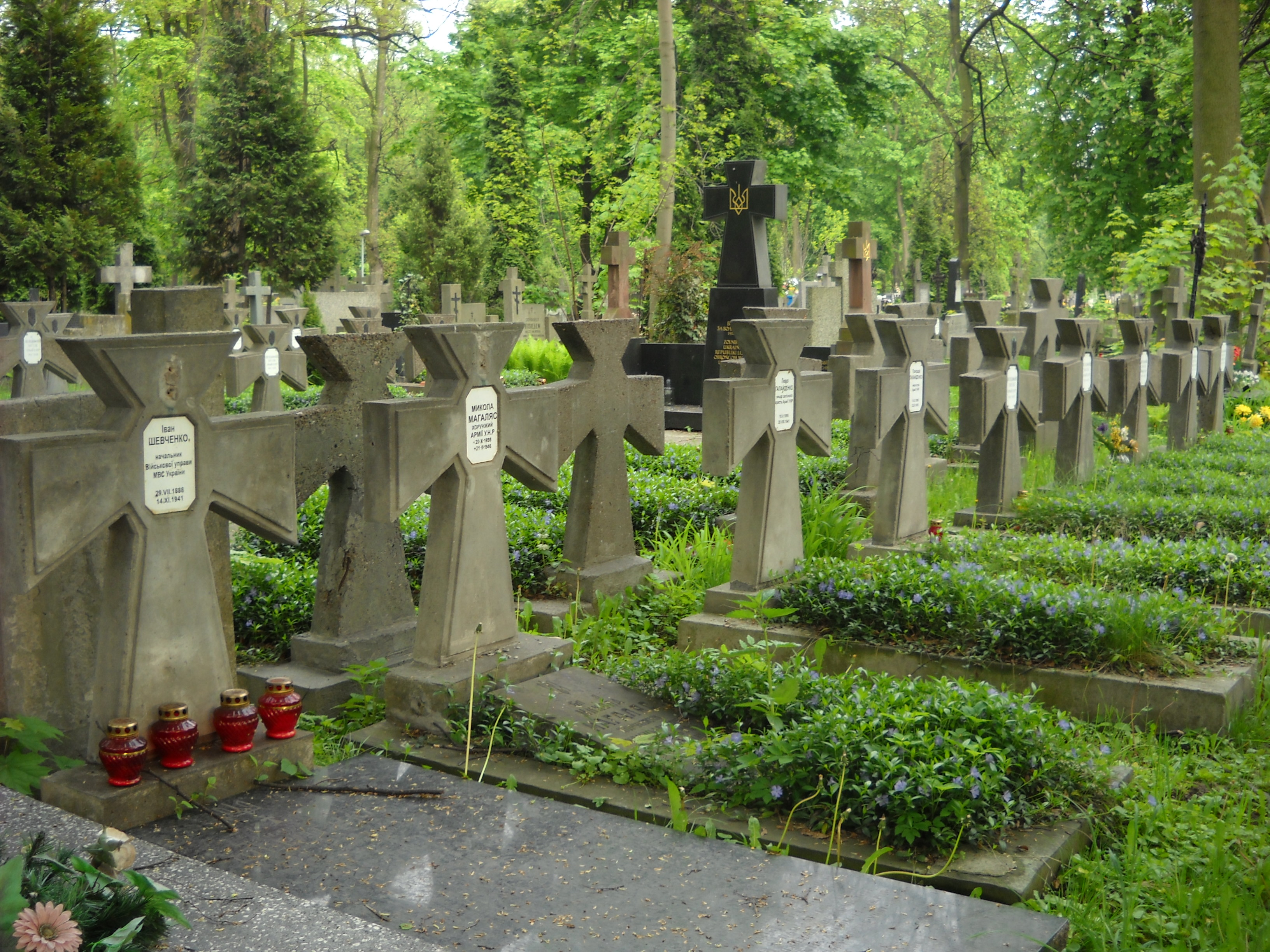
Groby żołnierzy URL

### Duchowni prawosławni
Na cmentarzu prawosławnym na Woli pochowany został szereg duchownych, którzy odegrali znaczącą rolę w historii Polskiego Autokefalicznego Kościoła Prawosławnego. W kwaterze sąsiadującej z cerkwią św. Jana Klimaka spoczywają wszyscy zmarli zwierzchnicy Kościoła, oprócz metropolity Makarego (Oksijuka):
- metropolita Dionizy (Waledyński)
- metropolita Tymoteusz (Szretter)
- metropolita Stefan (Rudyk)
- metropolita Bazyli (Doroszkiewicz)

Wśród innych duchownych pochowanych na Woli są:
- arcybiskup Jeremiasz (Anchimiuk)
- arcybiskup Sawa (Sowietow)
- biskup Mateusz (Siemaszko)
- ks. prof. dr hab. płk Marian Bendza
- ks. Maksym Sandowicz, syn świętego Maksyma Gorlickiego
- ks. Aleksy Znosko
- ks. prof. Jerzy Klinger
- ks. Stefan Biegun
- ks. Wsiewołod Łopuchowicz
- ks. Jan Kowalenko
- archimandryta Teofan (Protasiewicz)
- ks. Wiaczesław Rafalski
- ks. Szymon Fedorońko z synami (symbolicznie)
- ihumen Alipiusz (Kołodko)
- ks. płk. Piotr Lenczewski, kanclerz Prawosławnego Ordynariusza Wojskowego, rektor kaplicy św. płk. Bazylego przy Prawosławnym Ordynariacie WP
- ks. Stefan Wawreniuk, proboszcz parafii św. Mikołaja w Radomiu
- ks. Antoni Naruszewicz, proboszcz parafii św. Michała Archanioła w Starym Korninie
- ks. Mikołaj Lenczewski

### Osoby świeckie

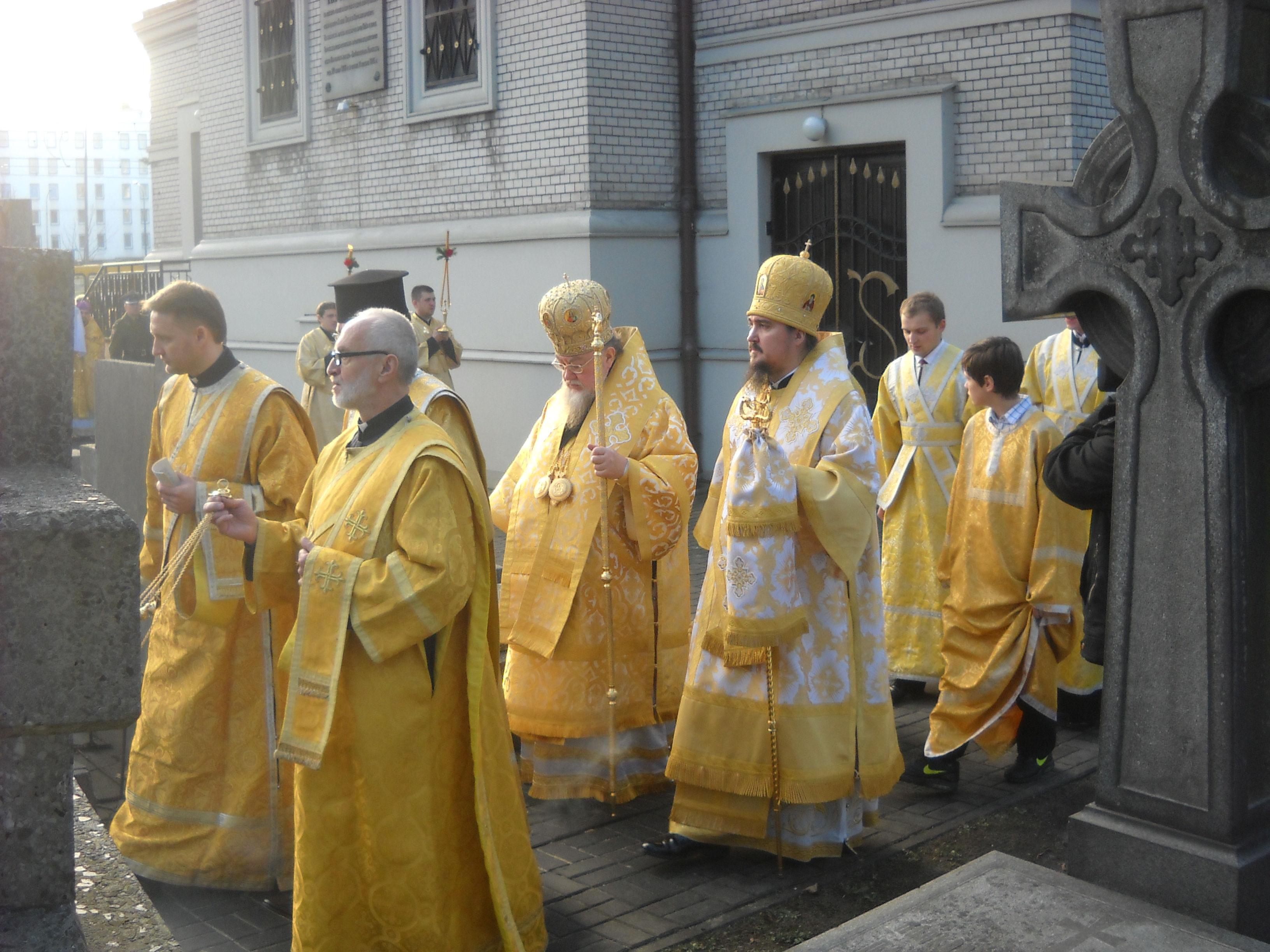
Uroczystości powtórnego pogrzebu biskupów Sawy (Sowietowa) i Mateusza (Siemaszki), cmentarz prawosławny w Warszawie 31 grudnia 2012

- Anna Andreeff, malarka i ceramiczka, wykładowca akademicki
- Jerzy Androsiuk, polski architekt, profesor nauk technicznych, nauczyciel akademicki Politechniki Warszawskiej
- Michaił Arcybaszew, pisarz i poeta
- Marko Bezruczko, generał Armii Ukraińskiej Republiki Ludowej (razem z innymi oficerami i żołnierzami tej formacji[34])
- Bazyli Białokozowicz, profesor, rusycysta, białorutenista i ukrainista
- Juliusz Borejko, prof dr. medycyny, publicysta
- Maria Borejko, dr medycyny, publicystka
- Maria Burska-Przybora, śpiewaczka operowa
- Andrzej Butruk, aktor
- Zdzisław Chromiński, pedagog
- Nadzieja Drucka, pisarka i tłumaczka
- Marek Gajewski, przewodniczący Porozumienia Organizacji Kombatanckich Płocka, żołnierz AK, uczestnik powstania warszawskiego
- Roman Gałan, dziennikarz, lektor języka ukraińskiego i wykładowca Chrześcijańskiej Akademii Teologicznej w Warszawie
- Olga Aleksandrowna Ganżulewicz, śpiewaczka operowa
- Konstanty Gawryłow, kompozytor i skrzypek
- Xenia Grey, śpiewaczka operetkowa
- Aleksander Gudzowaty, przedsiębiorca, prezes Bartimpexu
- Wacław Feryniec, pułkownik, żołnierz 1 Brygady Pancernej im. Bohaterów Westerplatte[35]
- Dmitrij Fiłosofow, filozof, teoretyk „religijnego socjalizmu”, literat
- Marian Friedmann, aktor
- Mikołaj Frydrychowicz, działacz społeczny, pacyfistyczny i antywojenny, dziennikarz prasy niezależnej
- Helena Jaszczołtowa, aktorka teatralna
- Franc Juzwikiewicz (Franciszek Juźwikiewicz), generał-lejtnant armii Imperium Rosyjskiego, oraz jego żona Olimpiada
- Nikołaj Juzwikiewicz (Mikołaj Juźwikiewicz), sztabs-kapitan lejb-gwardii konnej
- Mikołaj Kawelin, działacz sportowy i społecznik, w latach 1932–1935 prezes klubu piłkarskiego Jagiellonia Białystok
- Miron Kertyczak, przewodniczący Związku Ukraińców w Polsce
- Czesław Kiszczak, generał, polityk, premier i wicepremier PRL
- Maria Kiszczak, polska ekonomistka i nauczycielka akademicka, autorka bajek, przypowieści, powieści beletrystycznych i wierszy, żona generała broni Czesława Kiszczaka
- Jerzy Kozakiewicz, aktor
- Sergo Kuruliszwili, poeta
- Wiktor Kuszcz, generał Armii Ukraińskiej Republiki Ludowej
- Tadeusz Lewandowski, kapitan żeglugi wielkiej, weteran zatopienia polskiego niszczyciela ORP Grom na Narwiku
- Olga Łada, śpiewaczka
- Stanisław Mazurkiewicz, żołnierz AK, operator filmowy
- Wojciech Mazurkiewicz, dziennikarz, poeta, autor słuchowisk i skeczy radiowych, programów telewizyjnych i estradowych
- Jerzy Michalewicz, aktor
- Maria Michalewicz, aktorka
- Siergiej Muchanow, prezes Dyrekcji Warszawskich Teatrów Rządowych
- Krystyna Multarzyńska, malarka, autorka dekoracji filmowych
- Dominka Ogijenko, żona Iwana Ohijenki/Jana Ogijenki
- Wiktor Orłowski, profesor Politechniki Warszawskiej
- Józef Perwolf, czeski historyk, profesor Cesarskiego Uniwersytetu Warszawskiego
- Aleksandr Puzyriewski, rosyjski generał
- Nicolae Radulescu, śpiewak operowy
- Zdzisław Roykiewicz, poeta
- Zofia Roykiewicz, poetka
- Jewgienij Pietrowicz Rożnow, generał-major Imperium Rosyjskiego, gubernator płocki i warszawski, senator
- Jerzy Skowronek, historyk
- Witold Smętek, sportowiec (jako Witold Smentek)
- Dmitrij Sokolcow, twórca Instytutu Radiotechniki w Warszawie
- Stanisława Stanclik, graficzka i ilustratorka
- Zbigniew Starczewski, profesor Politechniki Warszawskiej, specjalista w dziedzinie budowy i eksploatacji maszyn
- Sokrates Starynkiewicz, p.o. obowiązki prezydenta Warszawy
- Wiktor Syczugow, akademik architektury (grób niezachowany)[36]
- Piotr Szarejko, lekarz, ginekolog i historyk medycyny.
- Irena Szpak, polska pisarka i tłumaczka
- Zbigniew Szymański, kapitan żeglugi wielkiej, twórca Liceum Morskiego w Szczecinie
- Jerzy Turonek, polski historyk białoruskiego pochodzenia
- Marian Ussorowski, polski realizator filmów dokumentalnych
- Andrzej Walicki, historyk idei
- Elżbieta Zajączkowska, malarka

## Przyroda
W dokumentacji wojewódzkiej ewidencji zabytków z 1985 r. odnotowano występowanie starodrzewu z 25 lipami, 37 kasztanowcami, 27 jesionami, 19 robiniami, 56 klonami i 9 topolami. Lipa drobnolistna znajdująca się w południowo-zachodnim rogu cmentarza od 1973 r. jest pomnikiem przyrody. W 2016 r. miała ona 26,5 m wysokości i obwód 376 cm.